# Боцманово (Саратовская область)
Бо́цманово — село в Турковском районе Саратовской области. Входит в состав Бороно-Михайловского сельского поселения.

## География
Село находится на правом берегу реки Хопёр, на расстоянии примерно 10 км к северу от рабочего посёлка Турки, административного центра района.

### Часовой пояс
Село Боцманово, как и вся Саратовская область, находится в часовой зоне МСК+1. Смещение применяемого времени относительно UTC составляет +4:00.

## История
Село основано в 1737 году помещиком М. П. Извольским, переселившим в эти места крестьян из Нижегородской губернии.

## Население
| 2002 | 2010 |
| ---- | ---- |
| 207  | ↗220 |

## Улицы
- ул. Нагорная,
- ул. Новая,
- ул. Приовражная,
- ул. Садовая,
- ул. Школьная[5].

## Известные уроженцы
- Арефьев, Викторин Севастьянович (1874—1901) — фольклорист, публицист, этнограф, бытописатель Сибири.